# Lonely God
Lonely God es el octavo álbum de estudio de la banda estadounidense de metalcore Fit for a King. Fue lanzado el 1 de agosto de 2025 a través de Solid State Records y fue producido por Daniel Braunstein (quien produjo bandas como Spiritbox y Silent Planet), convirtiéndolo en su primer álbum desde Deathgrip (2016) que no fue producido por el colaborador frecuente Drew Fulk.

## Antecedentes y lanzamiento
El 27 de septiembre de 2023, la banda anunció que reducirían el ritmo de lanzamiento de álbumes, argumentando que se centrarían en crear "álbumes intencionales". Según el vocalista Ryan Kirby, la banda estaba agotada por las complicaciones de la gira causadas por la COVID-19 y la incertidumbre de programar conciertos después de la pandemia. "Pensamos: '¿Para qué intentar componer? El mundo tiene tantas cosas que hacer, además de que no hay garantía de tocar material nuevo, ni a nivel nacional ni internacional'. Nos sentíamos derrotados en el estudio". También nos dimos cuenta de que "no estábamos haciendo lo que queríamos. Hacíamos lo que otros querían. Por eso The Hell We Create (2022) me frustraba. No porque no me gustaran las canciones, sino porque no nos arriesgamos. Con The Path (2020), aunque a la gente no le gustara, probamos cosas nuevas. Traspasamos los límites y nos preguntamos: '¿Qué tolerará la gente de nosotros?'. Solíamos arriesgarnos; escribir para no perder fans no te ayuda a crecer. Me gusta aspirar a cosas más grandes, y de eso se trata este disco".
Para el desarrollo del álbum, la banda optó por trabajar con Daniel Braunstein en lugar de con su productor de toda la vida, Drew Fulk. Para la composición, buscaron una colaboración más equitativa entre los cinco miembros de la banda, otorgando al guitarrista Daniel Gailey y al baterista Trey Celaya contribuciones más significativas que en el pasado. El álbum se grabó en el estudio de Braunstein en Los Ángeles a lo largo de 2024. "Esta vez nos repetíamos una y otra vez: 'Démosle a la gente algo que no pueda encontrar en ningún otro lugar'. En el último disco, había elementos de Killswitch Engage o As I Lay Dying, y The Path tenía vibras de Parkway Drive. Está bien, pero si a la gente le gustan esas bandas... mejor que escuchen sus álbumes".
El primer sencillo del álbum, "Technium", se lanzó a mediados de julio de 2024; nueve meses después, el 25 de abril de 2025, se presentó "No Tomorrow". El 30 de mayo de 2025, con el lanzamiento de la canción principal, anunciaron el álbum y la lista de canciones; dos sencillos más, "Begin the Sacrifice" y "Witness the End", le siguieron antes de que el álbum finalmente se publicara.

## Lista de canciones
| N.º | Título                                                          | Duración |  |
| 1.  | «Begin the Sacrifice»                                           | 3:59     |  |
| 2.  | «The Temple»                                                    | 3:46     |  |
| 3.  | «Extinction»                                                    | 2:12     |  |
| 4.  | «No Tomorrow»                                                   | 4:12     |  |
| 5.  | «Shelter»                                                       | 3:26     |  |
| 6.  | «Monolith» (con Lochie Keogh de Alpha Wolf)                     | 2:48     |  |
| 7.  | «Lonely God»                                                    | 3:18     |  |
| 8.  | «Between Us»                                                    | 3:41     |  |
| 9.  | «Sentient»                                                      | 3:40     |  |
| 10. | «Blue Venom»                                                    | 1:53     |  |
| 11. | «Technium» (con Landon Tewers de The Plot in You)               | 3:05     |  |
| 12. | «Witness the End» (con Chris Motionless de Motionless in White) | 4:08     |  |

## Personal
Fit for a King
- Ryan Kirby – voz principal
- Daniel Gailey – guitarras, coros
- Bobby Lynge – guitarras, coros
- Ryan "Tuck" O'Leary – bajo, voces aguda
- Trey Celaya – batería

Músicos adicionales
- Lochie Keogh: voz (pista 6).
- Landon Tewers: voz (pista 11).
- Chris Motionless: voz (pista 12).